# 丁房雙闕
丁房雙闕位于重庆市忠县忠州街道白公祠内。建于东汉。双阙之间相距2.4米，东阙为子母阙，子阙无盖，总高6.26米；西阙无子阙，高5.55米。
原位于忠州镇人民路，因三峽水庫的建設，2003年2月与㽏井溝無銘闕一同搬遷至白公祠內。
1956年8月16日公佈為四川省第一批歷史及革命文物保護單位。1980年7月7日重新公佈為四川省第一批文物保護單位。2000年9月7日列為第一批重慶市文物保護單位。2001年6月25日列為第五批全國重點文物保護單位。

## 历史
丁房闕在忠縣東門外土主廟前。清道光六年《忠州直隸州志》引《碑目考》云：「丁房雙闕在臨江縣巴王廟，有二闕相對峙。闕高兩丈、為層觀，飛檐袤裒，四方多刻人物。皆極巧妙。諸刻漫滅，僅有漢丁房等字，尚可辨也。」。以六層石墩砌成，闕身略呈正方形。蓋為重檐檐下刻檐椽，將飛檐桃出，檐上刻筒瓦板瓦，翼角微微翹起。又於上重檐下施以斗拱兩朵，斗棋之間刻半開門狀，刻一少女現半身倚立其中。還有浮雕人物、車馬、獸類等。刻工精細古樸，原刻字跡已漫滅不全。右闕下層為後人整修，上刻有明萬曆知州賀國禎『巴國忠貞祠銘』，清康熙武烈倪伯鯕『忠貞祠銘』和成文運『忠貞祠銘』，道光吳友篪等重修忠烈祠銘。
丁房闕的名稱來源於宋人，王象之《輿地紀勝·碑記》云：「在臨江縣巴王廟。有丁房雙闕，對峙廟庭，高可二丈。」。宋人著錄中說丁房闕在巴王廟前，而方誌記載，巴王廟宋稱永順祠，明至清初改稱忠貞祠，清中葉以後改名土主廟。可見宋人所記是宋以前的名稱，而不是當時名稱。巴王廟是紀念巴蔓子的紀念性寺廟，其時代在當東漢末至三國這段時間。巴王廟的名稱雖然幾經變革，但丁房闕卻始終峙立於廟前。因此，丁房闕當為廟闕。
丁房闕為雙闕，兩闕並排坐北向南，相距2.46米。仿木重檐廡殿式結構，以石重疊砌築而成。東闕為子母闕，母闕高6.26米，子闕高2.16米，分別由闕基、闕身、闕頂等部分組成。西闕為單體闕，高5.5米，長其結構與東闕大致相同。兩闕已經後代修葺、補刻，其石材也不盡一致。1953年由忠縣人民政府拔款修建了座單檐磚木結構的建築物將其遮蓋保護。丁房闕為一雙闕，左闕配有耳闕，而右闕卻只有主闕，左闕闕身二層的三面浮雕，既非漢刻風格，也非漢時內容；闕上的鋪首、角神，也與漢風迥然不同。闕身明萬曆《巴國忠貞祠銘》，其中記載有「毗左闕圮」，可見左闕系倒塌後重建的。又《蜀中名勝記·重慶府·忠州》中記載「右邊闕就圮，近日為有司者新之，了非故物」，可見右闕也進行過整體的維修。據調査，其二層以上的腰檐、樓部、頂蓋等極有可能均非原物，是按照左闕模式仿刻而成的，且漏配了耳闕。從總體上看，圖紋、人物、花草、鳥獸圖案，具明顯的明代風格，因此現存闕身為明代重建的。

## 銘文

### 『巴國忠貞祠銘』（賀國禎）
- 昔在周季，列國紛爭，維我蔓公，守此巴人，敵至力竭，援兵楚鄰
- 許以城償，既獲謐寧，楚王狥信，遣使來請，我公刎首，付使留城
- 楚王感說，忠烈魂驚，塟以王禮，千古垂名，歷代以來，石闕在門
- 右碑忽圯，守土聿新，願言篤祜，佑此忠民。忠州忠州，維神是稱
- 子孝臣忠，萬載長馨
- 萬曆丙辰歲仲春之吉
- 忠州知州賀國禎重修
- 學正王良卿
- 訓導彭嘉賢
- 臨江巡檢柳文憲
- 遞運所大使徐朝聘
- 花林驛丞胡雋
- 漕溪驛丞張諲
- 齊江巡檢余先見同立，□□□□□

### 『忠貞祠銘』（倪伯麒常熟人）
維茲忠郡，峨峨俯江，襟帶涪萬，輝映井梁。有神烜赫，隆號巴王，禦災捍患，崇祀鄉邦。百年圮蝕，侵沒豪強，曰予治之，廟貌重光。隆碣在上，雙闕在傍，作鎮作固，地久天長。

### 『重修巴國忠貞祠銘』（成文運）
- 於維蔓公正氣高風舍身取義亘古靡同為國為民澤被無窮
- 報以王禮禋祀城東甲申兵燹遺蹤蒿蓬留城城在亨祀祀空
- 士民隕涕無力鳩工幸值守土父母
- 武公捐貲重建廟像崇隆黎老懷仁子弟作忠一日千古在在編
- 氓惟茲民牧何去何從
- 大清康熙甲戌歲□□
- 忠州知州武□烈重修
- □□□生
- 督工吏房典史

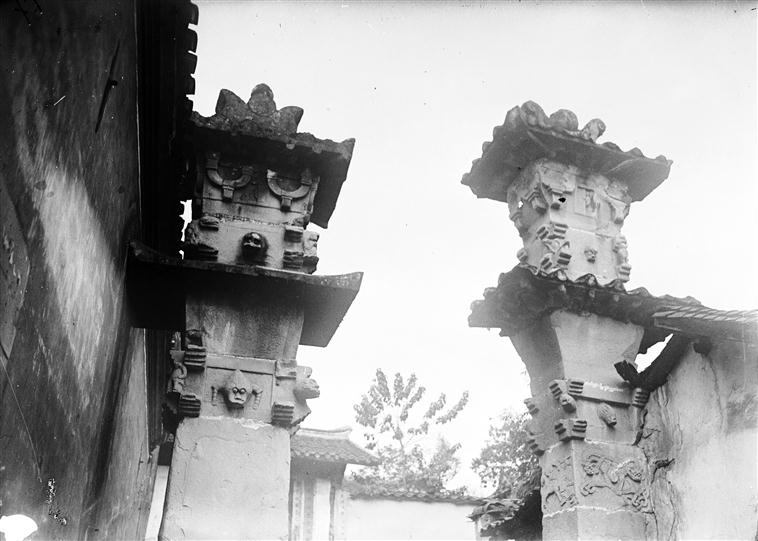
法国人让·拉蒂格（法语：Jean Lartigue）摄于1923年
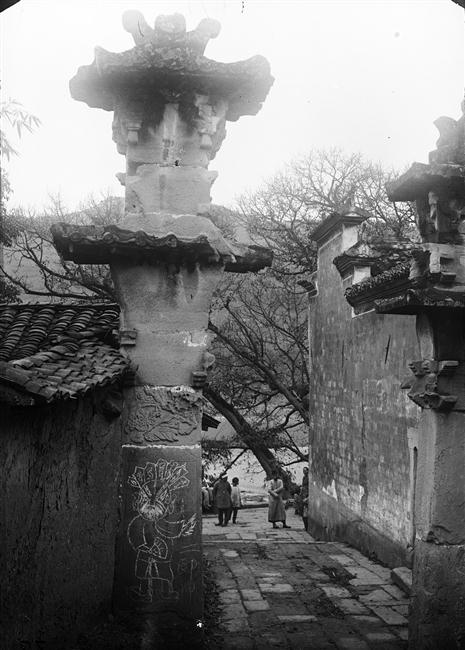